# Giovanni Battista Alamanni
Giovanni Battista Alamanni (Firenze, ... – 13 agosto 1582) è stato un vescovo cattolico italiano.

## Biografia
Figlio del poeta Luigi Alamanni e di Alessandra Serristori, nacque a Firenze per poi seguire il padre in Francia. Qui divenne ecclesiastico e ricevette il vescovado a Bazas (1555 - 29 maggio 1560) e poi a Mâcon (fino alla morte).
Fu fratello di Niccolò Alamanni.